# Corydalis thyrsiflora
Corydalis thyrsiflora är en vallmoväxtart som beskrevs av David Prain. Corydalis thyrsiflora ingår i släktet nunneörter, och familjen vallmoväxter. Inga underarter finns listade i Catalogue of Life.